# Транспорт Белграда
Белград, як і будь-який інший мегаполіс, має розвинену мережу доріг з курсуючими по них різними формами громадського і приватного транспорту. Громадський транспорт є особливо важливим видом транспорту — «хребтом» всього дорожнього трафіку.

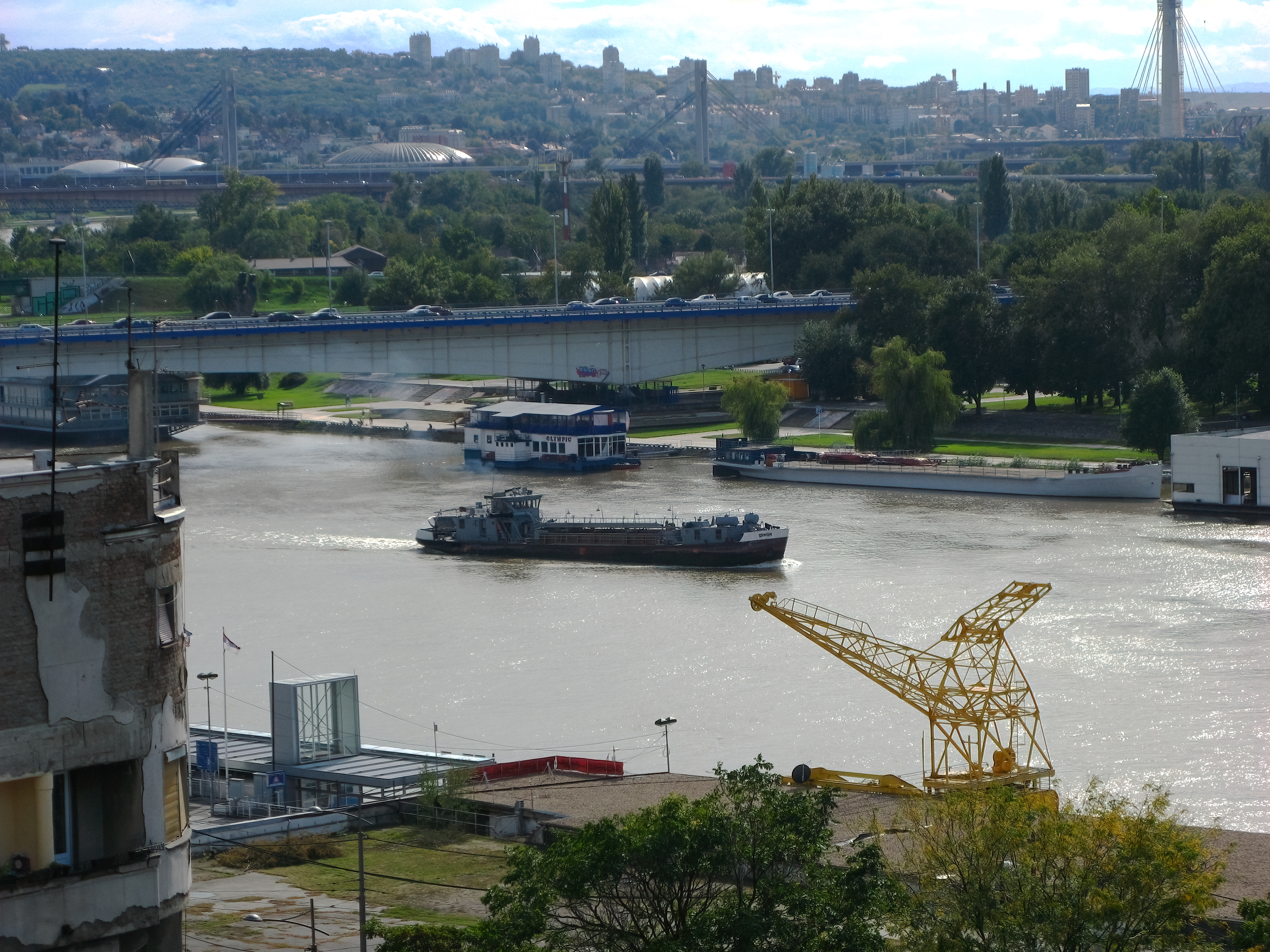
Вантажний корабель Сирмиум на річці Сава в Белграді

Сьогодні Белград славиться своїми заторами, тому що немає розвиненої транспортної мережі, підлаштованої до потреб міста. Белград є найбільшим містом в Європі без системи метро і з недостатньо розвиненою дорожньою мережею. Зрештою, місту на двох річках потрібні нові мости й об'їзди навколо міських районів.

## Міський транспорт
Громадський транспорт в Белграді включає в себе автобуси, трамвай і тролейбуси. Попри це, планується будівництво легкого метро, реалізація його ще не почалася. Таким чином, Белград має проблеми з заторами, особливо в другій половині дня в «годину пік».
Транспортні засоби є власністю місцевої громадської транспортної компанії («ГСП Белград») або приватних компаній, які займаються тільки автобусами. Квитки на транспорт можна придбати в ряді кіосків по всьому місту. Разовий квиток можна придбати у водія і за вищою ціною, і повернути його назад відразу при вході. Також можна придбати місячні квитки, які дійсні для необмеженого числа поїздок протягом місяця на всіх лініях, які охоплюються інтегрованою тарифною системою.

### Автобуси

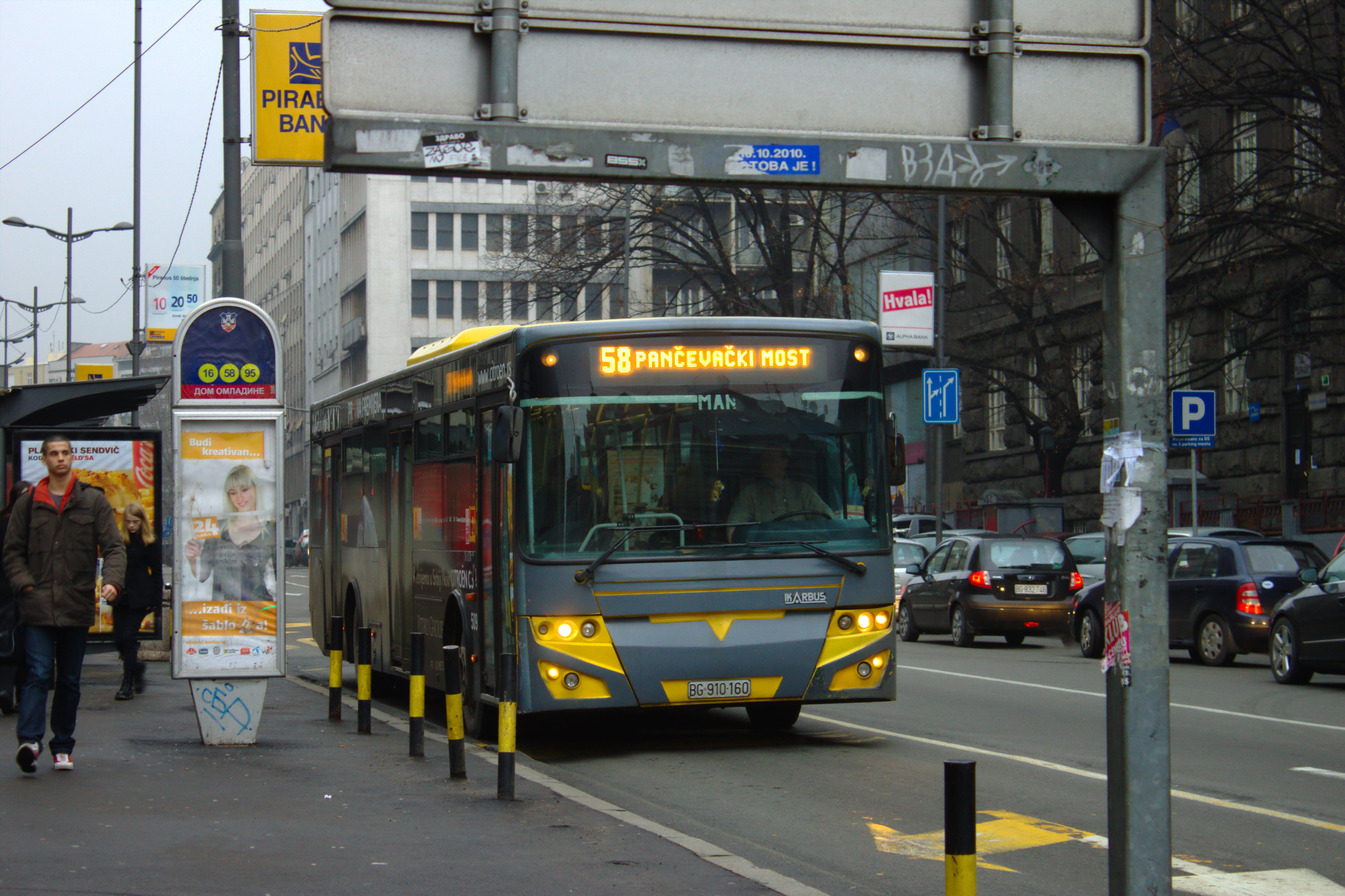
Один з нових автобусів біля Будинку молоді

Лінія громадських автобусів обслуговуються вісьмома основними перевізниками:
- Міська транспортна фірма (ГСП Белград)
- Арива
- Банбус
- Тамнава Транс
- Думеко
- Джурдич

«ГСП Белград» належить місту, і ці автобуси часто називають «міськими» або «державними». Ця компанія була єдиною компанією, що займалася перевезенням в середині 1990-х, коли офіційно з'явилися й інші перевізники (приватні). На міському рівні існує 141 денна і 27 нічних ліній. Нічні рейси виконують виключно «приватними» автобусами.

### Трамвай і тролейбус

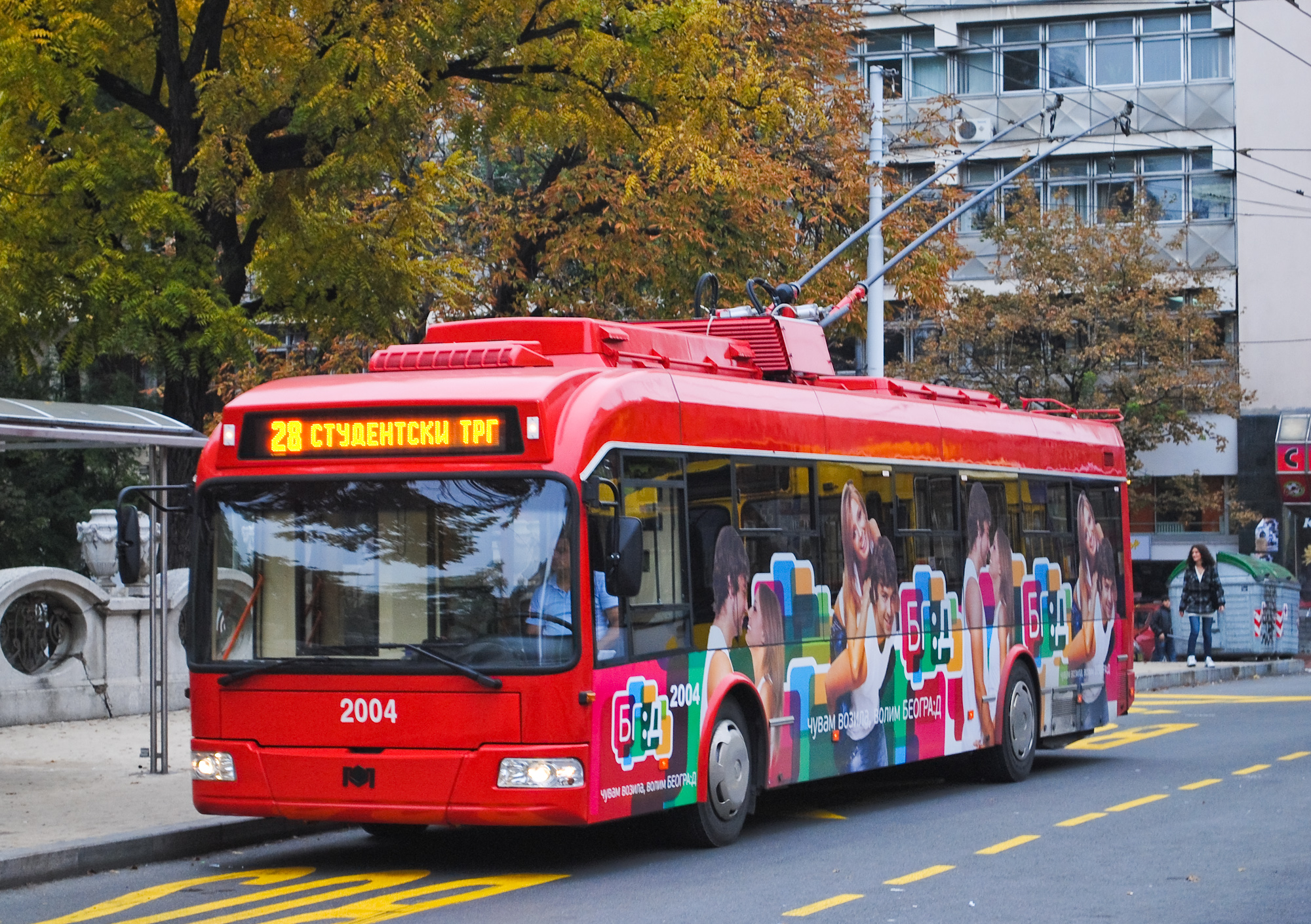
Новий тролейбус на Студентському майдані

Перший трамвай на вулицях Белграда з'явився в далекому 1892 році. На сьогодні[коли?] існує 11 трамвайних і 7 тролейбусних лінії, всі належні «ГСП Белград».

### Маршрутки
Мікроавтобуси є новими транспортними засобами в Белграді, вони з'явилися в 2007 році. На сьогодні[коли?] існує сім маршрутів з тегом «E» перед номером маршруту. Цей вид громадського транспорту має вищу якість. Маршрутки перевозять менше пасажирів, швидші й оснащені кондиціонерами. Проте, ціна квитка на маршрутку вище, ніж на автобус. Існує також спеціальний мікроавтобус лінії «A1», яка проходить від площі Славия до Аеропорту Ніколи Тесли.

### Легкорейковий транспорт
Система легкорейкового, так званого «легкого метро», була прийнята як альтернатива такій необхідній, але, певно, занадто дорогій класичній системі метро. Офіційна назва Белградське легке метро. Передбачається будівництво трьох ліній з вузлами в центрі міста, але дослідження показують, що потужність цього проекту не буде достатньою для міста такого розміру. Попередній термін завершення будівництва був 2012 рік, однак, досі так і не вирішено, чи буде побудовано легке або звичайне метро.

### Метро
В листопаді 2021 року планують розпочати будівництво метро.

### Міська залізниця
З 1 вересня 2010 року було введено в експлуатацію так звану міську залізницю, яка використовує існуючу залізницю. Спочатку місто експлуатувало залізницю між станціями Новий Белград і Панчевацький міст, а вже з 15 квітня 2011 року було продовжено лінію до Батайниці. Місткість міських залізниць становить близько 2700 пасажирів на годину, і планується, що під час години пік інтервал між потягами буде становити 15 хвилин. Після випробувального терміну, який триватиме до кінця квітня 2011 року та в ході якого перевезення залізницею вільне, міська залізниця буде включена в систему інтегрованого тарифу.

## Приміські перевезення

### Автобуси

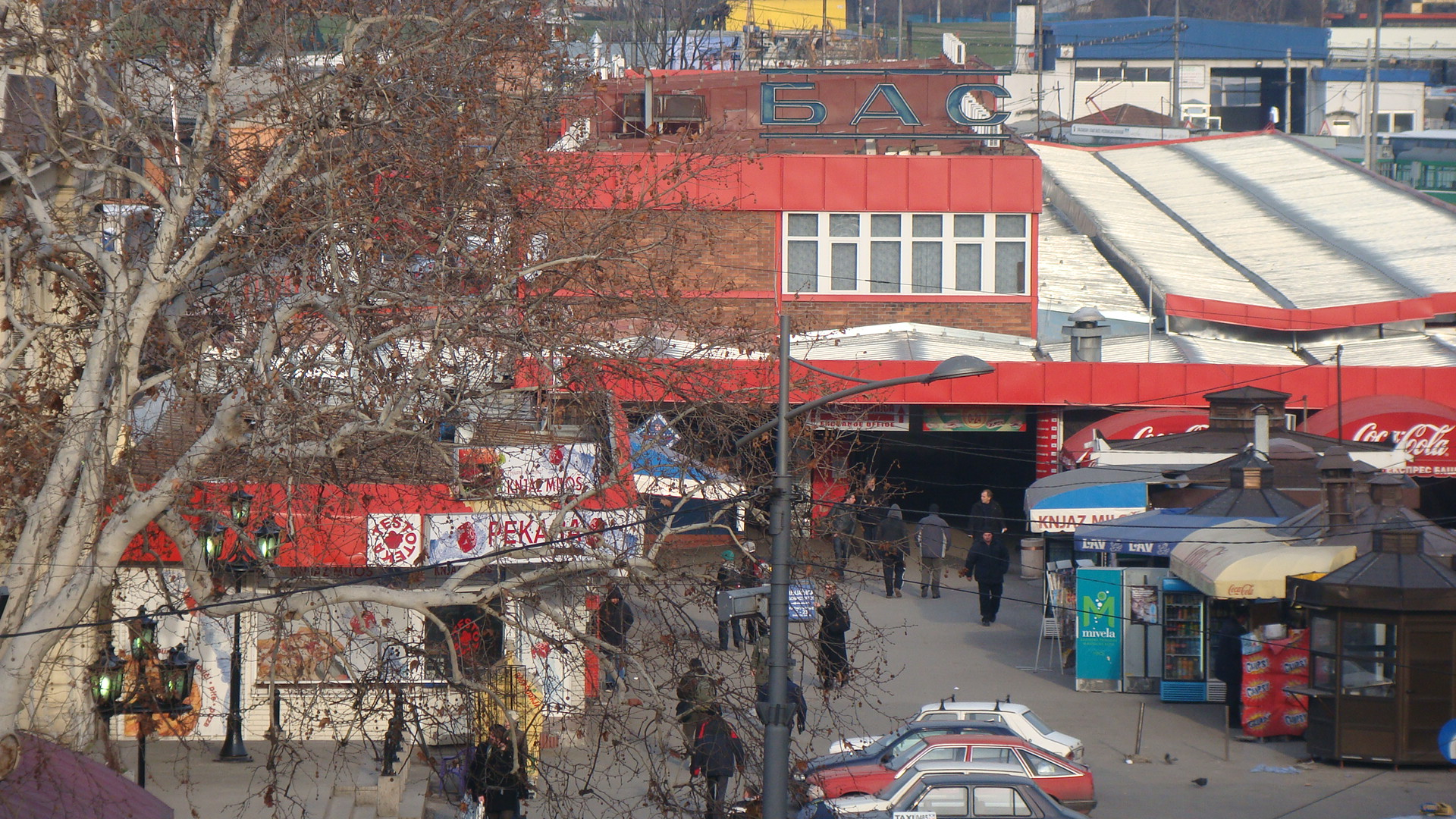
Головна автобусна станція в Белграді

Приміський транспорт обслуговує компанія «Lasta». Існує в загальній складності понад 300 ліній і 2500 щоденних рейсів, що з'єднують місто з передмістями і периферійною частиною Белградського району.
Транспортна мережа простягається від міста Белград радіально в усіх напрямках до трьох районів, Срем, Банат і Шумадія. Перший рівень ліній належить до Белградських приміських муніципалітетів, деякі з яких є початком маршрутів другого рівня. Є кілька станцій в Белграді, з яких відбувається рух на приміські лінії: станція «Басов» в центрі міста, «Кей звільнення» в Земуні, Шумиці і Баново Брдо.

### Потяги
У місті і його околицях є 41 станція, 2 з яких розташовані під землею: Вуков Пам'ятник і Карджорджев парк. Зараз[коли?] головним центром є Центральний вокзал, з якого відходять міжнародні, регіональні і пасажирські поїзди.

## Таксі
В Белграді офіційно існує 24 асоціації таксі. Таксі легко знайти на вулиці.

## Міжміський транспорт

### Автобуси
Белград пов'язаний з автобусними лініями з усіма великими містами в Сербії, Чорногорії і Республіки Сербської і Північна Македонія, а також під час туристичного сезону, вводяться ряд ліній до туристичних центрів. Є багато міжнародних маршрутів, особливо в Німеччину, Австрію, Швейцарію та Францію. Під час літнього та зимового сезону часто є лінії до Греції і Болгарії. Головний автовокзал розташований далеко від міських центрів.

### Потяги
Головний залізничний вокзал в Белграді розташований недалеко від центру міста і поруч з міжміським та приміським автовокзалами. З Белграда є лінії в більшість великих міст в Сербії і Чорногорії, є і міжнародні маршрути до багатьох європейських міст (Скоп'є, Салоніки, Софія, Загреб, Любляна, Відень, Будапешт, Москва). На додаток до основної є п'ять станцій — Белград центр («Прокоп»), Новий Белград, Земун, Раковиця, Дунай. Станція Центр перебуває зараз[коли?] в стадії будівництва і планується для нового центрального залізничного вокзалу в Белграді.

### Літаки
Міжнародний аеропорт «Белград» в Сурчині розташований за 12 км на захід від міста. Він пов'язаний з шосе Белград-Батровці. До аеропорту можна дістатися автобусом або таксі. Повітряні лінії з'єднують Белград і Сербію з рядом напрямків в Європі, Азії і Африки.
Недалеко від міста й аеропорту Сурчин є військовий аеропорт Батайніца, на відстані 20 км від міста.

### Річний транспорт

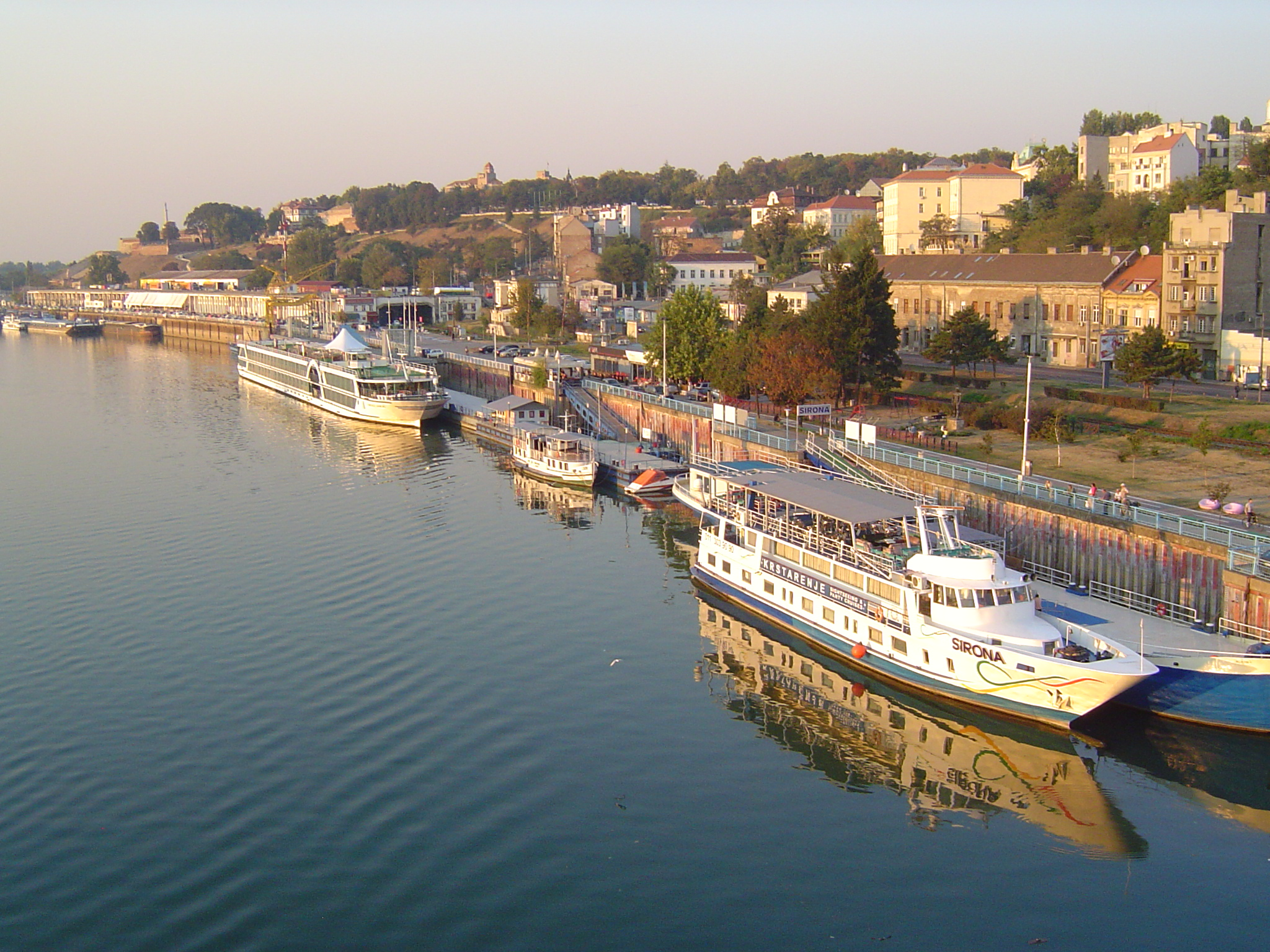
Савський док

Белград має відмінні умови для розвитку річкового транспорту, оскільки він розташований в місці злиття двох міжнародних річок, Сави й Дунаю. Місто має великий порт на Дунаї під назвою Лука Белгород. Річка Сава є більш відповідною для туристичного транспорту, на ній розташований термінал для прийому пасажирів і на сьогодні[коли?] це «головні ворота» для іноземних туристів, які відвідують місто. В цьому терміналі протягом 2009 року пришвартувалося понад 400 круїзних суден з більш ніж 50 000 туристами.

## Транспортна мережа міста

### Вулиці
У Белграді є 536 світлофорних перехресть і біля 120 000 дорожніх знаків.

### Мости

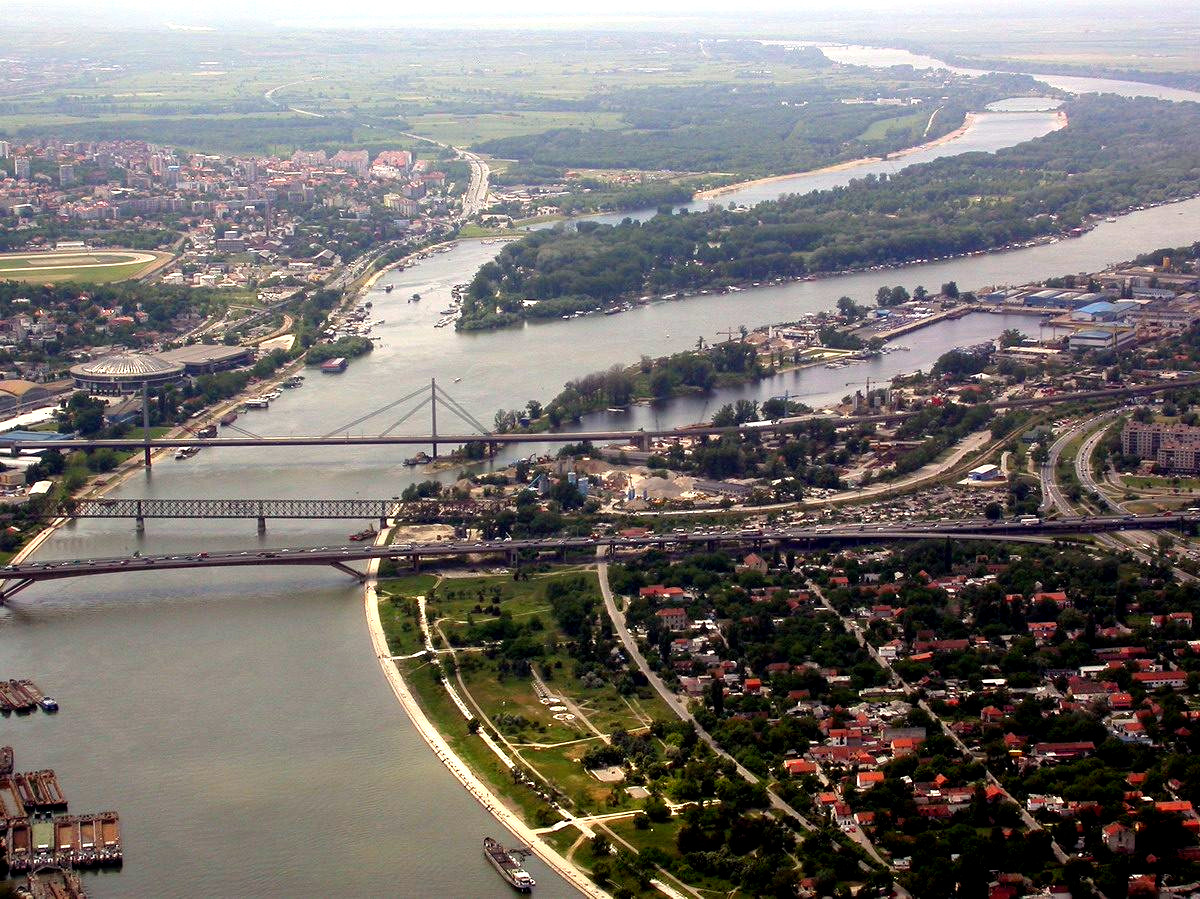
Вниз за течією (зверху вниз): Нова залізниця, Старий залізничний міст «Газелі» через річку Сава

У Белграді зведено дев'ять мостів, з яких вісім мостів через річку Сава, і один через річку Дунай. Мости зазвичай відносяться до Нови Белград.
- Залізничний Остружний міст розташований приблизно за 20 км на південь від міста, неподалік від однойменного міста. Цей міст перетинає річку Сава і є частиною залізничного обходу навколо Белграда. Міст був зруйнований під час бомбардувань НАТО, і в той самий час його було відремонтовано.
- Новий залізничний міст побудований у 1979 році і перетинає річку Сава в місті.
- Старий залізничний міст через річку Сава на території міста.
- Міст Газела через річку Сава є основним маршрутом руху через річку в місті.
- Старий Савський міст перетинає річку Сава. Через міст прокладена трамвайна лінія.
- Бранков міст перетинає річку Сава в районі центра міста. Він був побудований на місці, де був міст короля Олександра, який був відкритий у 1934 році і був зруйнований під час Другої світової війни.
- Панчевський міст перетинає річку Дунай, через який рухається залізничний та автомобільний транспорт.
- Міст Ади почали будувати у 2008 році, він був введений в експлуатацію 1 січня 2012 року, цей міст є частиною внутрішньої кільцевої дороги.
- Міст Земун Борка.